# Декуар, Мари-Кристин
Мари́-Кристи́н Декуа́р (фр. Marie-Christine Descouard) (род. 1948) — французская актриса.

## Биография
С раннего детства Мари-Кристин любила играть в спектаклях и петь. Она увлекалась также рисованием и живописью, некоторое время изучала историю искусства и скульптуру.
В кино, в театре и на телевидении её ждала разнообразная карьера. Она работала с самыми большими звёздами: Романом Полански, Аленом Делоном, Жаном-Полем Бельмондо, Мишелем Галабрю, Лин Рено и другими. Дебют — главная роль Джейн в романтической комедии «Андреа» (1976). 
Самый известный фильм с её участием — «Профессионал» с Жаном-Полем Бельмондо, где она сыграла любовницу африканского диктатора Нджала.
С 1973 года в течение 8 лет Мари-Кристин состояла в труппе Театра «Café de la Gare» в Париже. 
После второго фильма с Клодом Конфортесом в 1986 году она начала писать сценарии.
С 1991 по 2011 год была автором и участницей спектакля «Printemps de la Grâce» (Весна Благодати) по мотивам библейских историй о Марии Магдалине.
Она написала книгу под названием «Кафе на вокзале», которая впервые была опубликована в мае 2014 года в изданиях The Search-Midi.
Вместе с Николь Риё в 2014 и 2015 годах она исполнила шоу на Олимпе де Гуж, в котором были смешаны песни и тексты. Они продолжают играть его во Франции.

## Фильмография
| Год       |    | Русское название                      | Оригинальное название                                     | Роль               |
| --------- | -- | ------------------------------------- | --------------------------------------------------------- | ------------------ |
| 1976      | ф  | Андреа                                | Andréa                                                    | Jane               |
| 1976      | ф  |                                       | Le graphique de Boscop                                    | Marguerite Valence |
| 1977      | ф  | (телесериал)                          | Un juge, un flic (эпизод Le crocodile empaillé'           | Рената Вивиани     |
| 1978      | ф  | Последний романтический любовник      | Le dernier amant romantique                               |                    |
| 1980      | ф  | Девчонки                              | Girls                                                     |                    |
| 1980      | ф  |                                       | L'avenir de Jéremy                                        |                    |
| 1981      | ф  | Король придурков                      | Le roi des cons                                           | Sophie Labranche   |
| 1981      | ф  | Профессионал                          | Le professionnel                                          | Дорис Фредриксен   |
| 1982      | тф | (телесериал)                          | Emmenez-moi au théâtre: L'étrangleur s’excite             | Жоржетт Корнфлэйкс |
| 1982      | ф  | Неукротимый                           | Le battant                                                | Кларисса           |
| 1983      | ф  | Молодость                             | Une jeunesse                                              | Николь             |
| 1984      | ф  | (мини-сериал)                         | Billet doux                                               | Cerise             |
| 1984      | ф  | Весёлая Пасха                         | Joyeuses Pâques                                           | мадемуазель Флёри  |
| 1985      | ф  | (телесериал)                          | Les amours des années 50 (эпизод Le dimanche des Rameaux) | Berthe             |
| 1986      | ф  | Полетт, бедная маленькая миллиардерша | Paulette, la pauvre petite milliardaire                   | Лола               |
| 1986      | ф  | (телесериал)                          | Le véto                                                   |                    |
| 1988      | тф | (телесериал)                          | Cinéma 16 (эпизод Paysage d’un cerveau)                   |                    |
| 1991      | тф | Чайки                                 | Les mouettes                                              | Шарлетт            |
| 1991—2001 | с  | Нестор Бурма                          | Nestor Burma                                              | Аньес де Сент-Ив   |
| 1992      | тф | Онорин и Лорелей (ТВ)                 | Honorin et la Loreleï                                     | Шарлетт            |
| 1993      | тф | Полли Вест возвращается               | Polly West est de retour                                  | Шарлетт            |
| 2004      | ф  | Возвращённая любовь                   | L’amore ritrovato                                         | мать Марии         |
| 2014      | ф  | (короткометражный)                    | Avant l'orage                                             |                    |
| 2014      | ф  | (короткометражный)                    | Un avenir radieux                                         | Laurence Darabie   |